# Mazaea phialanthoides
Mazaea phialanthoides är en måreväxtart som först beskrevs av August Heinrich Rudolf Grisebach, och fick sitt nu gällande namn av Carl Karl Wilhelm Leopold Krug och Ignatz Urban. Mazaea phialanthoides ingår i släktet Mazaea och familjen måreväxter. Inga underarter finns listade i Catalogue of Life.